# 로드 에번스
로드 에번스(Rod Evans, 1947년 1월 19일~)는 영국의 가수이다. 1960년대 후반, 그는 MI5였던 더 메이즈에서 프로 경력을 시작했으며, 그 후 더 프로그레시브적이고 팝적인 사운드를 가진 세 장의 스튜디오 음반을 프로듀싱한 오리지널 딥 퍼플 라인업의 일원이었다. 솔로 싱글을 녹음한 후, 그는 두 장의 스튜디오 음반을 제작한 오리지널 캡틴 비욘드 라인업의 일원이었다. 1980년 딥 퍼플과의 법정 다툼 이후, 에번스는 은둔 생활을 하게 되었고 공공 생활에서 사라졌다.

## 초기 경력
에번스는 버크셔주 이튼에서 태어났다. 그는 이전에 MI5였던 더 메이즈에서 드러머 이언 페이스와 함께 연주했다. 그는 또한 1960년대 중반에 호라이즌스라는 밴드에 있었다. 보고서에 따르면 에번스는 이 시기에 남성 모델로도 일했다고 한다. 그는 키가 크고 자세가 좋았다.

## 딥 퍼플
에번스와 페이스는 1968년 하트퍼드셔주에서 결성되었을 때 딥 퍼플의 원래 멤버였다.
딥 퍼플의 창립 베이시스트인 닉 심퍼에 따르면, 에번스는 수십 명의 다른 가수들이 오디션을 받은 후에 고용되었다고 한다. 에번스는 비틀즈의 노래 〈Help!〉를 발라드로 재편곡하는 아이디어를 공유한 후 밴드에서 그의 자리를 굳혔다. 이 버전의 〈Help!〉는 딥 퍼플의 데뷔 음반 《Shades of Deep Purple》에서 녹음되었지만, 에번스와 함께 보컬로 녹음된 가장 인정받은 곡은 조 사우스 작곡의 커버인 〈Hush〉이다. 〈Hush〉는 1968년 10월에 미국 《빌보드》 차트에서 4위에 올랐다.

## 만년
그는 1980년 법정 사건 이후 공개적으로 모습을 드러내지 않았고 그의 현재 행방은 초기 딥 퍼플의 팬들에게 상당한 관심사이다.
2015년, 이언 페이스는 "만약 누군가가 로드가 어디에 있는지 알고 있거나 그가 아직 이 행성에 있다고 해도, 그것은 좋은 소식이 될 것입니다. 우리는 1970년대 후반 이후로 그와 연락을 하지 않았습니다. 아무도 그가 어디에 있는지, 심지어 그가 아직 살아있다고 해도 모르는 것 같아요. 전혀요."라고 말했다.
2015년 인터뷰에서 캡틴 비욘드의 드러머 바비 콜드웰은 에반스와 접촉하고 있다고 언급하면서 에번스가 "요즘은 그저 잘 지내고 있다"며 오랜 기간 호흡기 치료로 복귀했다고 말했다.
2016년 4월 8일, 에번스는 딥 퍼플의 일원으로 로큰롤 명예의 전당에 헌액되었지만, 그는 초청을 받았음에도 불구하고 시상식에 참석하지 않았다.

## 음반 목록

### 딥 퍼플
- Shades of Deep Purple (1968년)
- The Book of Taliesyn (1968년)
- Deep Purple (1969년)